# Bitwa pod Araure
Bitwa pod Araure – starcie zbrojne, które miało miejsce 5 grudnia 1813 r. w trakcie wojen niepodległościowych w Ameryce Łacińskiej.
W roku 1813 w kierunku stolicy państwa Caracas wyruszyły oddziały hiszpańskich rojalistów pod wodzą J.T.Bovesa oraz płk. J.Ceballosa (1 300 ludzi). Dnia 10 listopada 1813 r. wojska Ceballosa pokonały wojsko republikańskie Simona Bolivara w bitwie pod Barquisimeto. Po tym zwycięstwie Ceballos połączył swoje siły z miejscowymi oddziałami Ilaneros, po czym na czele 5 200 ludzi przygotowywał się do ostatecznej rozgrywki z Bolivarem (4 800 ludzi).
Dnia 5 grudnia pod Araure na południowych stokach Andów doszło do bitwy. W zasadzce wojska republikanów straciły 500 ludzi, głównie od ostrzału artylerii. W toku walki Bolivar poprowadził jednak brawurową szarżę dragonów, która rozbiła hiszpańską kawalerię, umożliwiając piechocie republikańskiej ponowny atak, który rozbił przeciwnika. Hiszpanie stracili 500 zabitych oraz 300 rannych i jeńców (wymordowanych po bitwie), straty republikańskie to 800 zabitych i rannych. 